# Steel Bank Common Lisp
Steel Bank Common Lisp (SBCL)は、高性能なネイティブコンパイラ、Unicodeサポート、ネイティブスレッドのサポートを特徴とするフリーのCommon Lisp実装。
"Steel Bank Common Lisp"という名前は、SBCLがフォークしたCarnegie Mellon University Common Lispにちなんだものである (アンドリュー・カーネギーは鉄鋼業(Steel)で財を成し、アンドリュー・メロンは銀行家(Bank)として成功した)。

## 歴史
SBCLはCMUCLから派生したもので、CMUCLは、Spice Lisp,の子孫である。
CMUCLは、1980年代、IBM RT PC上のMachオペレーティングシステム等で、Spice Lispは、Three Rivers Computing CorporationのPERQコンピュータで動作した。
SBCLはWilliam Newmanにより1999年12月にCMUCLの派生として公表された。 派生当時の主な特徴は、処理系のクリーンなブートストラップ手法であった。CMUCLはCMUCLのソースコードをコンパイルするために、すでにコンパイルされた実行バイナリを必要とするが、SBCLはあらゆるANSI Common Lisp規格準拠の処理系からのブートストラップを理論的には可能とした。
SBCLは2000年9月にSourceForgeプロジェクトとなる。フォークの元々の理由は、当時すでに成熟して多く使われていたCMUCLの実装を不安定にすることなく、Newmanが行った初期の作業を継続することであった。フォークは友好的に行われ、以来、二つのプロジェクト間でコードの重要な流れやその他の相互作用が行われてきた。
フォーク以来、SBCLは何人かの開発者を集め、複数のハードウェアアーキテクチャやオペレーティングシステムに移植され、、SBCLプロジェクトの範囲を超えていると考えられるいくつかのCMUCL拡張（Motifインターフェイスなど）のサポートを削除した一方で、ネイティブスレッドやUnicodeサポートを含む多くの新機能を開発するなど、多くの変更と改善が施されてきた。
2006年11月にはバージョン1.0がリリースされ、現在も活発な開発が行われている。
2008年の4月にWilliam Newmanはプロジェクトの管理者からの降任を表明したが、数人の開発者がリリースの暫定的な管理を引き継いでいる。
SBCL10周年、20周年を記念して、ワークショップが開催された。

## 参照
1. 1 2  Hirschfeld & Rose 2008, p. 76.
2. ↑  http://www-jcsu.jesus.cam.ac.uk/~csr21/sbcl-0.0 original email announcement of the fork from CMUCL
3. ↑  http://www.sbcl.org/platform-table.html
4. ↑  https://groups.google.com/g/sbcl-devel/c/7A7TmBne6xw/m/fxxgM2xIdEMJ
5. ↑  SBCL's 10th Anniversary Workshop
6. ↑  SBCL's 20th Anniversary Workshop